# Dorika showaki
Dorika showaki là một loài bướm đêm trong họ Noctuidae.